# Olivia (especial de televisión)
Olivia fue un especial musical de televisión de 1978 de la cantante australiana Olivia Newton-John, grabado y emitido por la cadena estadounidense ABC. Fue grabado en los Columbia Studios, en Hollywood, Los Ángeles; y fue emitido a finales de mayo de 1978. Contó con la participación de artistas invitados como el artista británico Andy Gibb y la banda sueca ABBA.